# RestMinder
RestMinder (ridistribuito anche con il nome StopAbit) è un programma potenzialmente indesiderato per Windows.
L’applicazione contiene l’SDK GlobalHop, che crea dei nodi di uscita nei dispositivi, che sono poi venduti da GlobalHop Ltd. a società che offrono servizi proxy e VPN ai loro clienti.
RestMinder è pubblicizzato come un software che "rende il lavoro più salutare" ed è programmato per ricordare agli utenti di prendersi delle pause dal proprio computer dopo un periodo di tempo preimpostato.
È spesso fornito in bundle insieme ad altri programmi ed è correlato a Viewndow, con il quale possiede diversi aspetti in comune, come la creazione di molteplici voci di registro, l’aggiunta ai programmi di avvio e il fatto che la maggior parte dei file e le voci di registro create non sono eliminate dopo la disinstallazione.